# Edmund Joseph Aldringen
Edmund Joseph Aldringen (* 16. Dezember 1826 in Trier; † 15. Juli 1884 in Wittlich) war ein preußischer Landrat.
Edmund Joseph Aldringen war der Sohn des Regierungshauptkassenbuchhalters Philipp Christoph Aldringen († 10. August 1854 in Langenschwalbach) und dessen Frau Christina, geborene Fier († 29. April 1848 in Trier). Er heiratete am 22. September 1856 in Uerdingen Maria Josepha Emilie, geborene Herberz (* 29. Juni 1835; † nach 1903), die Tochter des Gutsbesitzers Bathasar Herberz aus Uerdingen und dessen Frau Maria Anne, geborene Ehmanns.
Edmund Joseph Aldringen besuchte das Friedrich-Wilhelms-Gymnasium in Trier und legte dort 1844 die Reifeprüfung ab. 1844 bis 1846 studierte er Rechts- und Kameralwissenschaften an der Universität Bonn und wurde am 22. November 1847 Auskulator beim Landgericht Trier. Am 11. Juni 1850 wurde er dort Gerichtsreferendar und am 11. April 1854 Gerichtsassessor. Am 18. November 1856 wurde er zunächst kommissarisch und am 13. Februar 1858 definitiv Landrat im Landkreis Wittlich. Er blieb bis zu seinem Tod 1884 in diesem Amt.